# Catherine Le Voyer de Lignerolles
Catherine Le Voyer de Lignerolles, född 1571, död 1657, var en fransk hovfunktionär. Hon var dame d'atours till Frankrikes drottning Anna av Österrike från 1630 till 1657.  Hon har kallats både Madame de la Flotte och Madame de Hauterive. 
Hon var dotter till Philibert Le Voyer, seigneur de Lignerolles, och Anne de Rodulph, och gifte sig med René II du Bellay, baron de la Flotte-Hauterive. Hon var hovdam åt Maria av Medici fram till att denna lämnade landet och gick i exil. 
År 1630 utnämndes hon till tjänsten som dame d'atours hos Anna sedan Madeleine du Fargis hade avskedats av kungen. Hennes dotterdotter Marie de Hautefort utnämndes samtidigt till vice dame d'atours, och det var hon som presenterade henne vid hovet. Hon behöll sin tjänst när hennes dotterdotter förlorade sin plats vid hovet. Hon var genom sin ställning en av centralfigurerna vid hovet och nämns i Madame de Mottevilles memoarer och biografi över Anna av Österrike. 